# Melicope puberula
Melicope puberula là một loài thực vật thuộc họ Rutaceae. Đây là loài đặc hữu của quần đảo Hawaii.